# Liste der denkmalgeschützten Objekte in Königsdorf (Burgenland)
Die Liste der denkmalgeschützten Objekte in Königsdorf enthält die drei denkmalgeschützten, unbeweglichen Objekte der Gemeinde Königsdorf im Burgenland (Bezirk Jennersdorf).

## Denkmäler
| Foto |                 | Denkmal                                                                                | Standort                                 | Beschreibung | Metadaten |
| ---- | --------------- | -------------------------------------------------------------------------------------- | ---------------------------------------- | --- | --- |
| ja   | Datei hochladen | Evangelisches Schul- und Bethaus HERIS-ID: 15253 Objekt-ID: 11496seit 15. Oktober 2002 | Kirchenplatz 5 Standort KG: Königsdorf   | Das Evangelische Schul- und Bethaus stammt aus dem 19. Jahrhundert. Der hohe Turm und die Giebelvorhalle wurden 1925 hinzugefügt.                                                            | BDA-Hist.: Q37773003 Status: § 2a Stand der BDA-Liste: 2025-06-30 Name: Evangelisches Schul- und Bethaus GstNr.: 5 Evangelisches Schul- und Bethaus Königsdorf |
| ja   | Datei hochladen | Kath. Pfarrkirche hl. Stephan HERIS-ID: 15252 Objekt-ID: 11495seit 15. Oktober 2002    | Kirchenplatz 7 Standort KG: Königsdorf   | Die Kirche wurde 1757–1759 errichtet. Über ein zweijochiges Langhaus erhebt sich ein Fassadenturm mit haubenförmigem Helm und Laterne. Westseitig befindet sich ein einzelner Volutengiebel. | BDA-Hist.: Q15124691 Status: § 2a Stand der BDA-Liste: 2025-06-30 Name: Kath. Pfarrkirche hl. Stephan GstNr.: 11 Pfarrkirche Königsdorf                        |
| ja   | Datei hochladen | Hügelgräberfeld Kögelwald HERIS-ID: 13424 Objekt-ID: 9609                              | Oberer Mühlanger Standort KG: Königsdorf | Über 70 römische Hügelgräber verweisen auf den Standort eines römischen Legionsgrenzpostens. Die Gräberfunde werden im Landesmuseum Burgenland in Eisenstadt verwahrt.                       | BDA-Hist.: Q38178157 Status: Bescheid Stand der BDA-Liste: 2025-06-30 Name: Hügelgräberfeld Kögelwald GstNr.: 373, 374                                         |